# Иван Дочев (офицер)
Иван Дочев Иванов е български офицер, генерал-майор.

## Биография
Роден е на 30 май 1947 г. в София. Завършва Висшето военновъздушно училище „Георги Бенковски“, а впоследствие и Военната академия в София. Службата му започва в двадесет и пети изтребително-бомбардировъчен авиополк в Чешнегирово. В периода 4 октомври 1982 – 1 октомври 1985 г. е командир на полка. На 19 август 1996 г. е освободен от длъжността Първа дивизия ПВО, считано от 1 септември 1996 г. На 24 август 1998 г. е назначен за началник на управление „Авиация“ на Главния щаб на Военновъздушните сили, считано от 1 септември 1998 г. На 7 юли 2000 г. е удостоен с висше военно звание генерал-майор. На 23 октомври 2000 г. е назначен за командир на корпус „Тактическа авиация“, на която длъжност е до 6 декември 2001 г. Летял е на самолети като L-39, МиГ-15, МиГ-17, МиГ-23 и на Су-25.